# Гусалов, Нариман Юрьевич
Нарима́н Ю́рьевич Гуса́лов (22 мая 1990, Орджоникидзе) — российский футболист, защитник и полузащитник.

## Карьера
В основном составе «Алании» дебютировал 22 сентября 2010 года в кубковом матче против «Горняка». Отыграл всю игру, а в серии послематчевых пенальти успешно реализовал одиннадцатиметровый удар. 15 октября 2010 года состоялся дебют в чемпионате. В матче против московского «Спартака» Нариман вышел в основном составе и провел на поле все 90 минут. 12 февраля 2011 года, стало известно, что Гусалов покидает «Аланию» и будет искать себе новый клуб.
Весной 2011 года Нариман вместе с Карэном Оганяном подписали контракт с клубом Латвийской Высшей лиги «Юрмала-VV». 4 августа 2011 года, стало известно что футболист продолжит свою карьеру в курском «Авангарде». На следующий день, 5 августа, дебютировал в составе курской команды. 15 ноября покинул Курск.
25 февраля 2013 года Нариман Гусалов подписал контракт с командой «Носта» (Новотроицк), провёл за «Носту» 10 матчей и забил 4 гола, в том числе отметился хет-триком в гостевом матче с «КАМАЗом» (3:2). Сезон 2013/14 провёл в Рязани. В феврале 2016 года перешёл в «Коломну». В дальнейшем играл за «Спартак» Владикавказ и «Белогорск» и «Смену» Комсомольск-на-Амуре.
В 2017 году был уличён в участии в ставках в букмекерской конторе на события и определенный результат матча 10-тура Первенства ПФЛ-2017/18 «Смена» — «Иртыш» Омск, состоявшемся 20 сентября 2017 года. До 31 августа 2017 года Гусалов являлся футболистом «Смены», затем написал заявление об уходе по собственному желанию, и был издан приказ о его увольнении из клуба. Однако по регламенту о статусе игроков он все еще являлся футболистом-профессионалом. Вместе с двумя игроками «Смены» Игорем Балдиным и Ибрагимом Базаевым был подвергнут двухлетней дисквалификации, а матч, в котором «Смена», возглавлявшая тогда турнирную таблицу группы «Восток», потерпела неожиданное домашнее поражение от аутсайдера турнира, был переигран.

## Достижения
«Алания»
- Финалист Кубка России: 2010/11

«Белогорск»
- Обладатель Кубка Дальнего Востока: 2017/18